# Fidèle Mohinga
Fidèle Mohinga (* 15. Mai 1964) ist ein zentralafrikanischer Boxer.
Er trat bei den Olympischen Sommerspielen 1988 in Seoul an. Im Weltergewichtsturnier schied er in seinem Zweitrundenkampf gegen Maselino Masoe aus.